# ألفرد وينسور
ألفرد وينسور (بالإنجليزية: Alfred Winsor)‏ هو لاعب هوكي الجليد أمريكي، ولد في 8 يناير 1880 في بروكلين في الولايات المتحدة، وتوفي في 12 سبتمبر 1961.